# Bombardement van Shimonoseki
Het Bombardement van Shimonoseki (Japans:下関戦争/馬関戦争, Shimonoseki Sensō/Bakan Sensō) was een reeks militaire conflicten die in 1863-64 werden uitgevochten tussen aan de ene kant de gecombineerde marines van het Verenigd Koninkrijk, Nederland, Frankrijk en de Verenigde Staten en aan de andere kant het Japanse domein Choshu (長州藩, Chōshū han). De strijd vond plaats langs de oevers van de Straat van Kammon.

## Aanloop tot het conflict
Toen commodore Matthew Calbraith Perry van de US Navy op 8 juli 1853 naar Edo kwam om een open handel met het westen te eisen, kwam er een einde aan een twee eeuwen durend isolement dat Japan over zichzelf had uitgeroepen. Japan begon zich open te stellen voor het westen en tekende op 31 maart 1854 het Verdrag van Kanagawa. In juli 1858 volgde het Verdrag van Vriendschap en Handel tussen Japan en de Verenigde Staten, ook wel het Harrisverdrag genoemd, waarmee diverse Japanse havens werden geopend voor buitenlandse handel. Hiermee kregen de Verenigde Staten, gevolgd door enkele Europese landen, het recht om handel te drijven met Japan. Veel Japanners zagen het verdrag echter als iets nadeligs.
Ondanks pogingen van het Tokugawa-shogunaat om de vrede te bewaren, waren veel lokale daimyo's fel tegen de komst van de westerlingen. Toen keizer Komei ook nog eens de eeuwenoude traditie brak om een actieve rol te gaan spelen bij staatszaken, kwam het tot een conflict. Op 11 maart en 11 april 1863 gaf de keizer zijn bevel tot het verdrijven van alle barbaren (攘夷実行の勅命 – Jōi jikkō no chokumei). Hierop begon de Choshuclan, onder leiding van daimyo Mori Takachika, actie te ondernemen tegen alle buitenlanders. Takachika negeerde bevelen van het shogunaat, en gaf zijn troepen het bevel om buitenlandse schepen onder vuur te nemen wanneer deze door de straat van Kammon trokken.
Al voordat de situatie escaleerde bij de straat van Kammon waren buitenlandse diplomaten en militaire experts, met name de Amerikaanse minister Robert Pruyn en kapitein David McDougal van de U.S. Navy, op de hoogte van de toenemende spanningen in Japan. In een brief aan de secretaris van de marine, Gideon Welles, schreef McDougal dat hij vreesde dat de Japanse overheid aan vooravond van een revolutie stond.

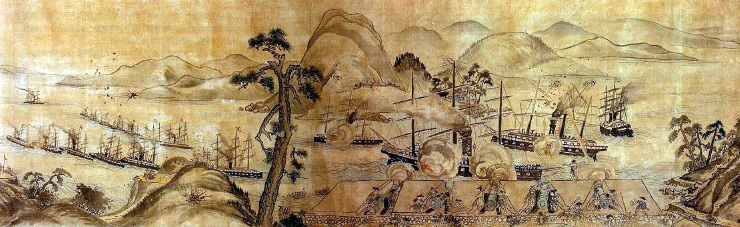
Bakan Senso no Zu (de Bakan-oorlog) door Tsuneoki Fujishima (1829–98)

## Escalatie
De Choshuclan was voornamelijk uitgerust met antieke kanonnen, welke nog geladen werden met kanonskogels, maar beschikte ook over enkele modernere wapens zoals vijf Dahlgren guns en drie stoomschepen, welke allemaal aan Japan waren geschonken door de Amerikanen.
De eerste aanval vond plaats op 25 juni 1863. De Amerikaanse stoomboot Pembroke, onder leiding van kapitein Simon Cooper, lichtte het anker net buiten de straat van Kammon toen het plotseling onder vuur werd genomen door twee oorlogsschepen. De bemanning van de Pembroke werd vanaf een van de schepen toegeschreeuwd met leuzen als verdrijf de barbaren. De Pembroke slaagde erin op tijd weg te komen. Bij aankomst in Shanghai deed Cooper uitgebreid verslag van de aanval, en stuurde een rapport over het gebeuren naar het Amerikaanse consulaat in Yokohama, Japan.

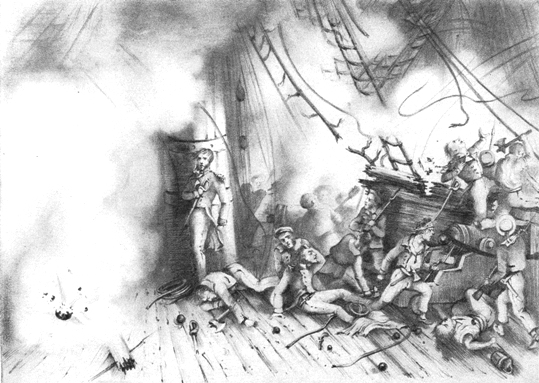
Aanval op het Franse oorlogsschip Kienchang

De volgende dag, op 26 juni, werd ook het Franse marineschip Kienchang doelwit van de rebellen. Ook dit schip kon ontkomen, maar raakte wel zwaar beschadigd.
Op 11 juli doorkruiste het Nederlandse oorlogsschip Medusa de zeestraat, ondanks waarschuwingen van de bemanning van de Kienchang. Kapitein de Casembroot was van mening dat daimyo Mori nooit op zijn schip zou schieten vanwege de sterke banden tussen Japan en Nederland. Takachika viel echter toch aan. Bij de aanval werden negen bemanningsleden van de Medusa gedood of verwond. Casembroot liet zijn bemanning terugschieten en voer op hoge snelheid door om zo aan de rebellen te ontkomen.
Binnen korte tijd wist Takachika op deze manier schepen van vrijwel alle landen die handel dreven met Japan onder vuur te nemen. Door zijn toedoen werd de straat van Kammon ontoegankelijk voor buitenlandse schepen.

## De eerste gevechten

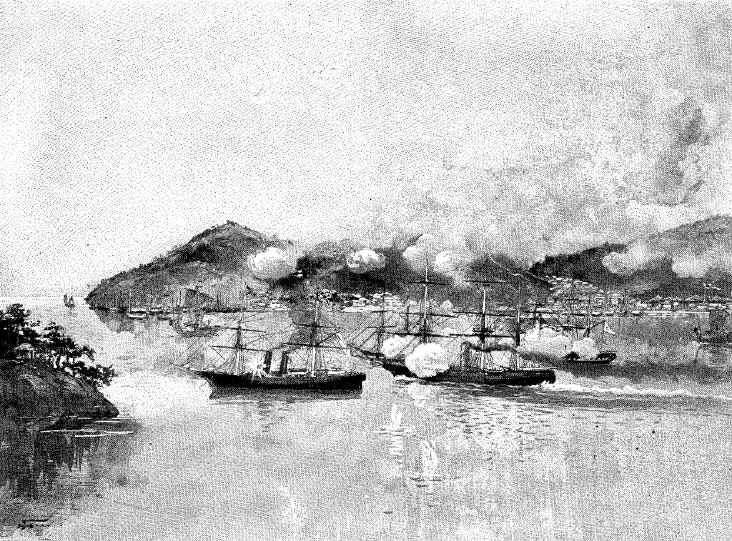
De USS Wyoming vecht in de Straat van Kammon tegen de Choshu-oorlogsschepen Daniel Webster, Lanrick (Kosei) en Lancefield (Koshin)

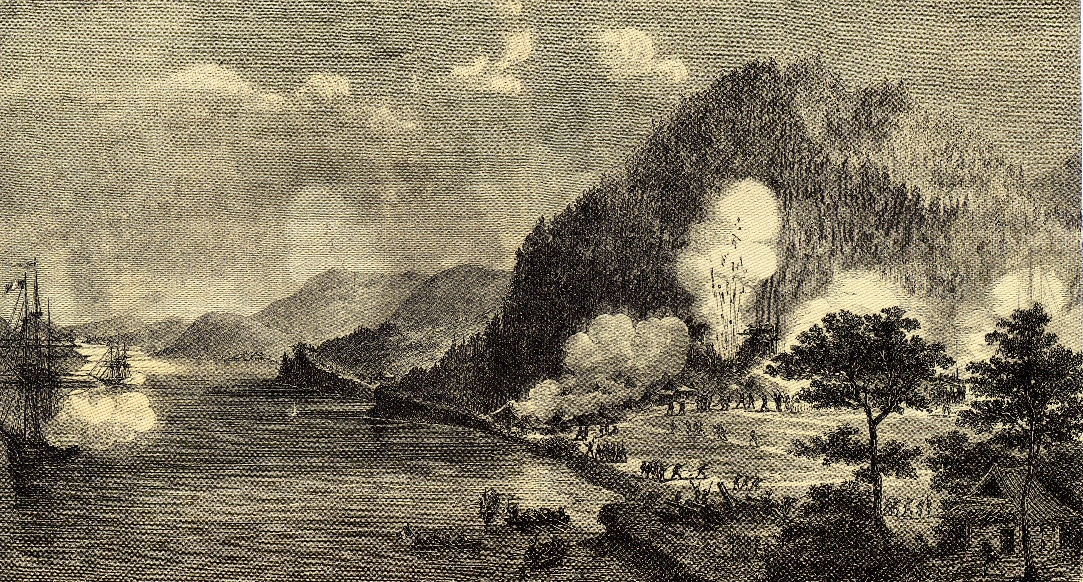
De Franse slag bij Shimonoseki, met de oorlogsschepen Tancrède en de Dupleix, onder kapitein Benjamin Jaurès. "Le Monde Illustré", 10 oktober 1863

In de ochtend van 16 juli 1863 ondernamen de Amerikanen een tegenaanval vanwege de aanval op de Pembroke. Het Amerikaanse marineschip USS Wyoming voer onder bevel van kapitein McDougal de zeestraat binnen om de drie Amerikaanse oorlogsschepen die in handen waren van de rebellen te bevechten. De strijd duurde bijna twee uur, waarin de Amerikanen erin slaagden een van de drie schepen te laten zinken en de andere twee zwaar te beschadigen. De Wyoming zelf leed echter ook zware schade. 14 van de bemanningsleden kwamen om of raakten gewond. Het gezonken schip werd later door Chosho geborgen.
Ook de Fransen ondernamen tegenactie voor de aanval op hun schepen. Twee oorlogsschepen, de Tancrède en de Dupleix, met in totaal 250 man aan boord, werden naar Shimonoseki gestuurd. Daar vernietigden ze een kleine stad.

## Diplomatieke rel
De Amerikanen, Fransen, Britten en Nederlanders begonnen na de eerste acties van Takachika te onderhandelen met de Japanse overheid om de zeestraat weer toegankelijk te maken voor schepen. Maanden gingen voorbij, zonder resultaat.
Tegen mei 1864 hadden verschillende groepen rebellen voor duizenden dollars aan schade toegebracht aan buitenlandse eigendommen zoals huizen, kerken en schepen.

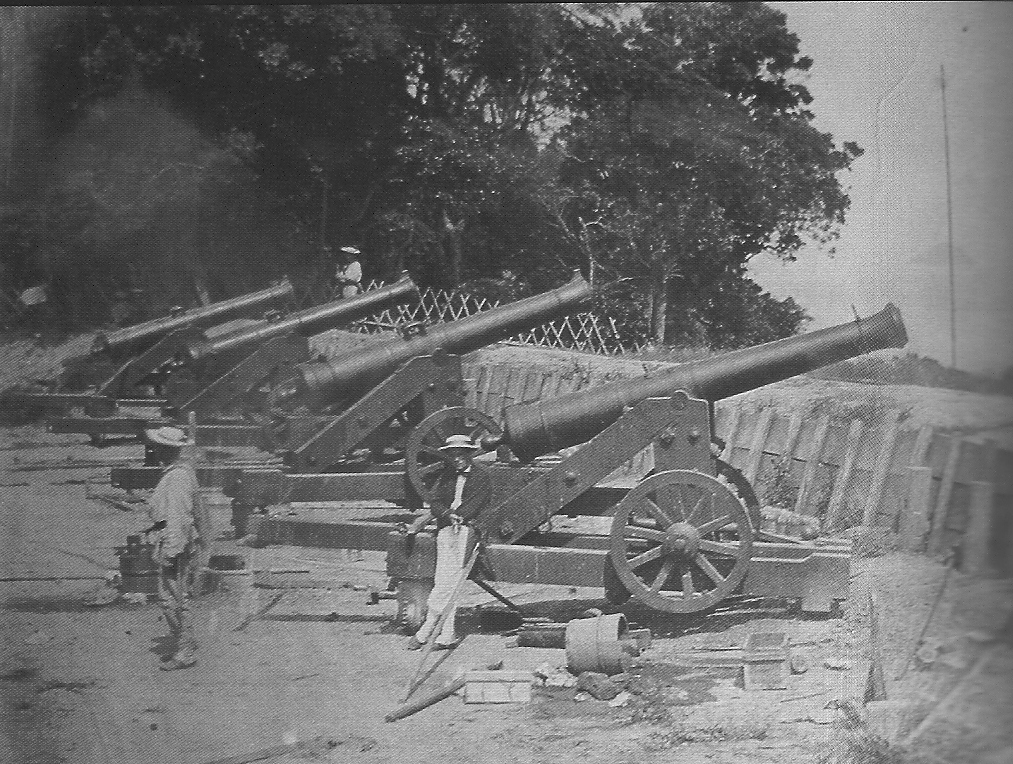
Troepen van de Franse marine nemen bezit van Japanse kanonnen bij Shimonoseki

Gedurende de eerste helft van 1864 bleef de straat van Kammon gesloten voor buitenlandse schepen. De dreiging van oorlog nam zo steeds verder toe. Toen besloot de Britse Minister in Japan, Sir Rutherford Alcock, om samen met enkele andere landen die slachtoffer waren van de blokkade zelf wat aan het probleem te doen. Samen met de Amerikaanse minister Robert Pruyn smeedde hij plannen voor een tegenaanval. Ze kregen hierbij steun van de Nederlandse en Franse marines, hoewel de Fransen slechts enkele schepen in het gebied hadden. Het merendeel van hun vloot was in Mexico. De Verenigde Staten verkeerden in een Burgeroorlog, en konden derhalve enkel wat soldaten leveren.
Ondanks pogingen om de gemoederen te bedaren, laaide het conflict verder op toen in juli 1864 de rebellen een Amerikaanse stoomboot, de Monitor, onder vuur namen.

## Laatste treffen en uitkomst

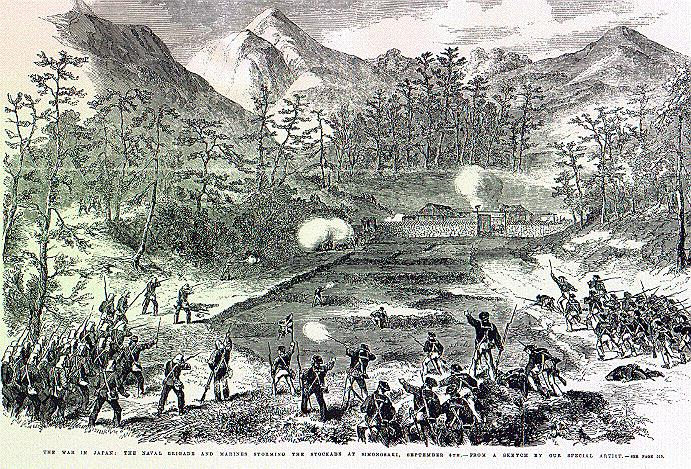
De Britse marinebrigade bestormt de blockade bij Shimonoseki (Illustrated London News, December 1864)

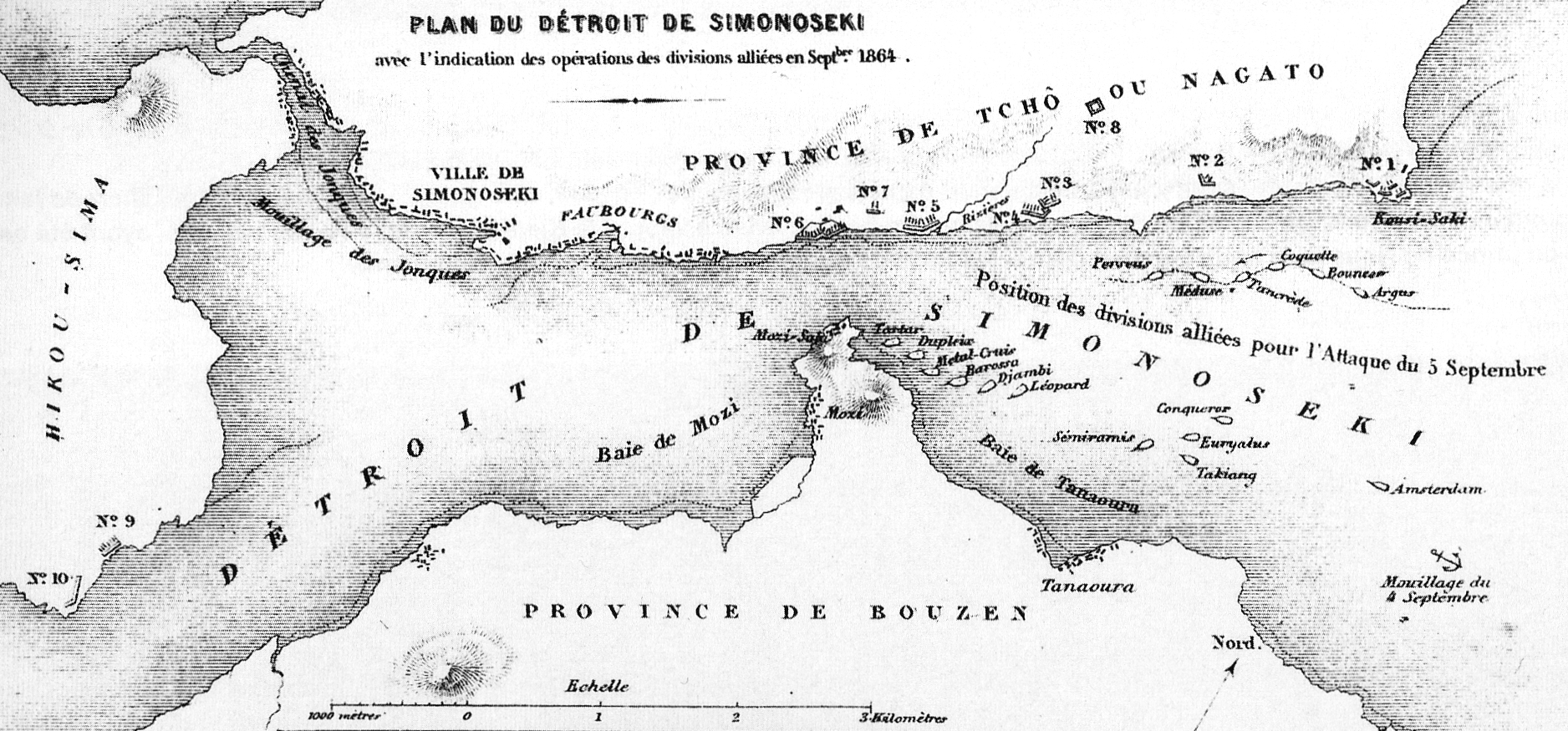
Kaart van de geallieerde aanval op Shimonoseki, in september 1864

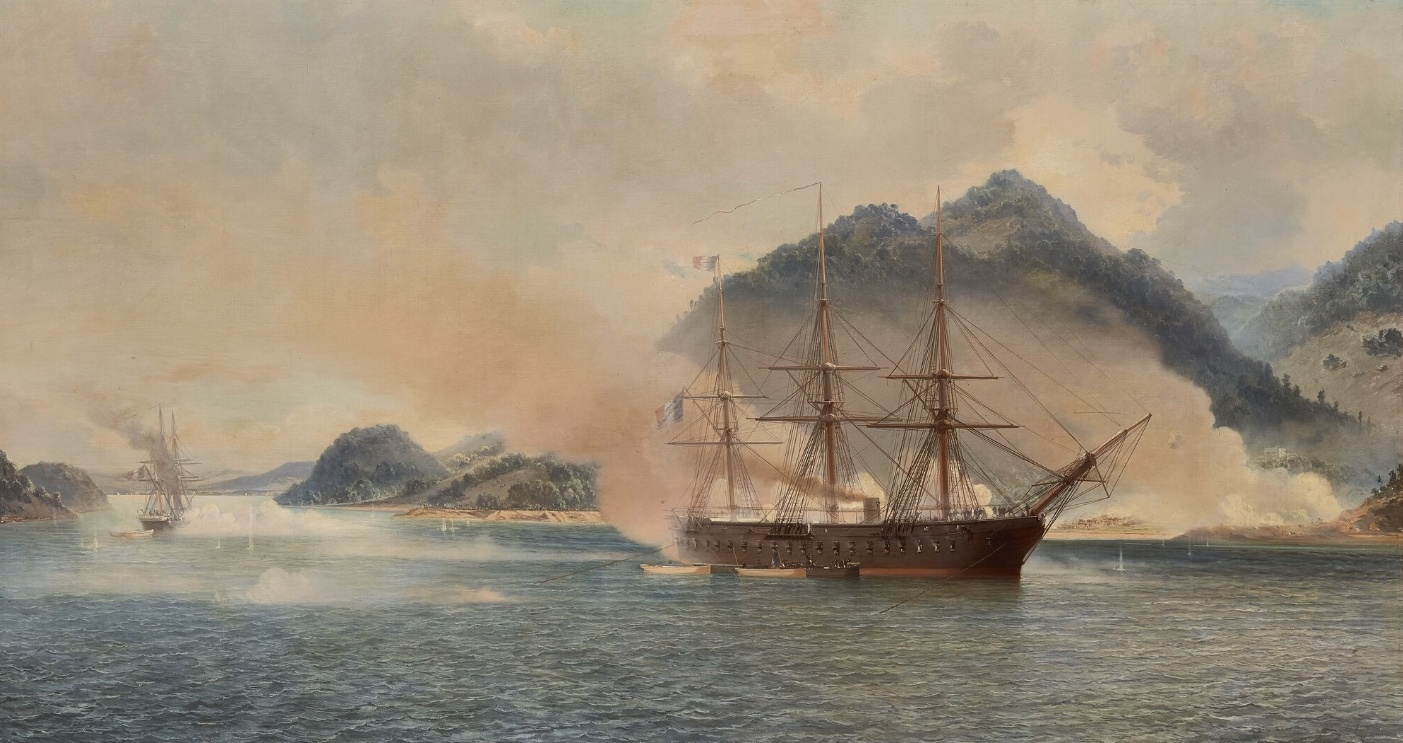
Het bombardement van Shimonoseki door het Franse oorlogsschip Tancrède, Jean Baptiste Henri Durand-Brager (1865)

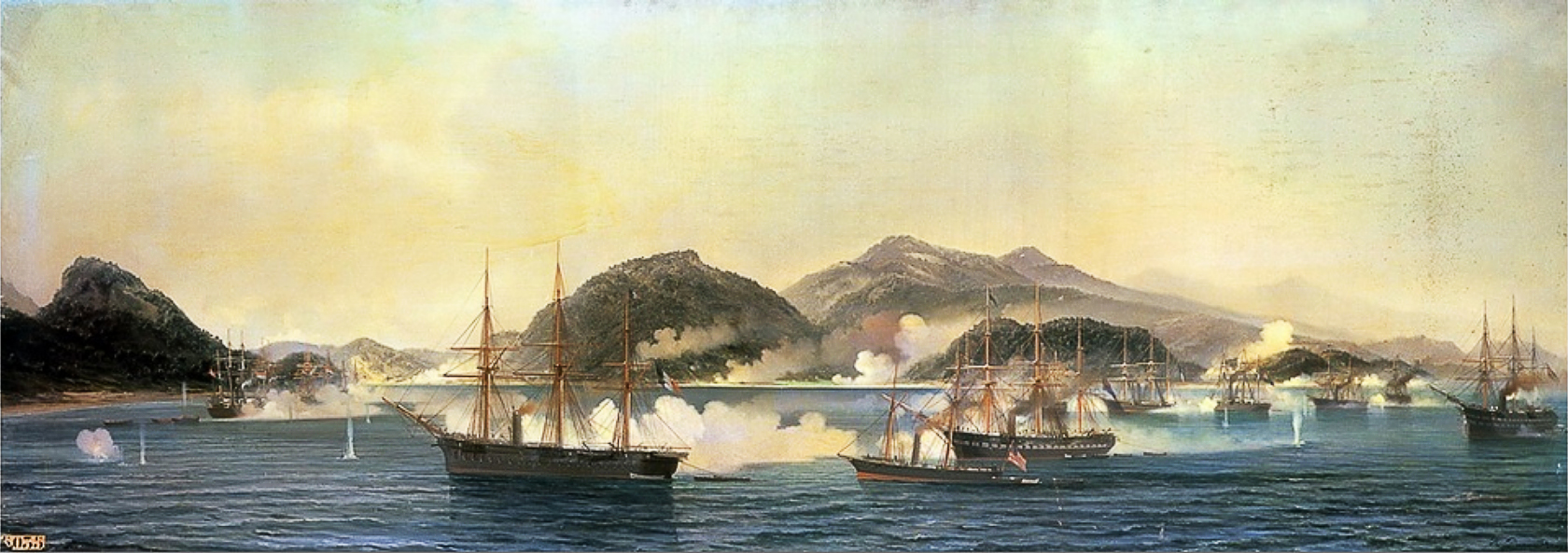
Het bombardement van Shimonoseki, Jean Baptiste Henri Durand-Brager (1865)

Op 17 augustus 1864 zette een vloot bestaande uit negen Britse, vier Nederlandse (het Nederlands Eskader, onder bevel van de kapitein-ter-zee De Man, bestaande uit het fregat Zr.Ms. fregat Metalen Kruis (eerste officier Binkes en onder meer De Bruijn Kops, Backer Overbeek en Lucardie), het fregat Djambi, het raderstoomschip Amsterdam en het korvet Medusa (commandant De Casembroot) en drie Franse oorlogsschepen (Tancrède, Sémiramis en Dupleix), in totaal bemand door 2.000 soldaten, koers richting Yokohama. De hele vloot stond onder leiding van admiraal Sir Kuper RN. De Amerikaanse stoomboot Takiang begeleidde de vloot als teken van steun. Op 5 september arriveerde de vloot bij de zeestraat, waarna een twee dagen durende strijd begon. Tot de invoering van puntgranaten en gegroefd geschut, 20 jaar later, was Nederland het enige land ter wereld met een werkende percussiegranaat. De enige keer dat zij in een actie zijn gebruikt is bij het forceren van de straat van Shimonoseki in Japan in 1864.
De rebellen konden niet op tegen de gecombineerde vuurkracht van de internationale vloot en leden zware verliezen. Na twee dagen gaven ze zich over. Aan de kant van de geallieerden vielen 27 doden of gewonden en raakten twee schepen zwaar beschadigd.
In de nasleep van het conflict werd door de Amerikaanse minister Pruyn een bedrag van 3 miljoen dollar schadevergoeding geëist van de Japanse overheid. De Bakufu kon dit bedrag niet betalen. Deze nederlaag werd de basis van toekomstige buitenlandse druk om verdragen te laten tekenen door de keizer. De haven Hyogo werd na het conflict geopend voor buitenlandse handel.
Een volledig verslag van het conflict is terug te vinden in Sir Ernest Satows A Diplomat in Japan. Satow was in Japan als jonge tolk voor de Britse admiraal Sir Augustus Kuper.
Voor zijn aandeel in de strijd kreeg Duncan Gordon Boyes op zijn 17e het Victoriakruis. Ook Thomas Pride en William Seeley kregen dit kruis. Daarmee was Seeley de eerste Amerikaan die deze onderscheiding kreeg. De Casembroot schreef eveneens een verslag van de gebeurtenissen, welke zijn terug te vinden in zijn werk De Medusa in de wateren van Japan, in 1863 en 1864.
In 1883 twintig jaar na de eerste slag om de straat van Kammon open te krijgen, betaalden de Verenigde Staten $750.000 terug aan Japan.
Enkele grote replica's van de kanonnen gebruikt door de Choshu zijn tegenwoordig terug te vinden in Shimonoseki. Ze werden gebouwd door de stadsoverheid in 2004, ter erkenning aan de belangrijke rol die het bombardement speelde in de Japanse geschiedenis.
Invasie van Java · Expedities naar Saparoea · Eerste expeditie naar Palembang · Tweede expeditie naar Palembang · Padri-oorlogen · Eerste Boni-expeditie · Tweede Boni-expeditie · Expeditie naar de westkust van Borneo · Java-oorlog · Expeditie naar de westkust van Sumatra · Opstand aan de westkust van Sumatra (1841) · Eerste expeditie naar Bali · Tweede expeditie naar Bali · Derde expeditie naar Bali · Expeditie naar de westerafdeling van Borneo · Eerste expeditie naar Palembang · Tweede expeditie naar Palembang · Expeditie tegen de Chinezen te Montrado · Expeditie naar Nias · Derde Boni-expeditie · Vierde Boni-expeditie · Expeditie naar de Zuider- en Oosterafdeling van Borneo · Bombardement van Shimonoseki · Expeditie naar de Pasoemah-landen · Vierde en vijfde expeditie naar Bali · Expeditie naar de westkust van Guinea · Atjehoorlog · Opstand der Chinezen in Mandor · Opstand te Djambi · Lombok-expeditie · Militaire excursie naar Midden-Lombok · Expeditie naar Korintji ·  Expeditie naar Bali (1906-1908) ·  Strijd om Tarakan · Guerrillaoorlog van het Indische leger op Celebes · Verovering van Atjeh door Japan · Guerrillaoorlog van het Indische leger op Nieuw-Guinea · Slag bij Manado · Slag om Ambon · Slag om Timor · Politionele acties · APRA-staatsgreep van kapitein Westerling